# Estación Ercilla
Ercilla es una estación de ferrocarriles ubicada en la comuna chilena de Ercilla de la Región de la Araucanía, que es parte de la Línea Troncal Sur. Actualmente no existen servicios que se detengan en esta estación.

## Historia
La estación aparece a partir de la extensión de la Red Sur de ferrocarriles desde estación Renaico hasta estación Victoria; esta estación fue terminada con el tramo entre la estación Collipulli y estación Victoria el 25 de octubre de 1890.
Desde su construcción hasta mediados de la década de 1960, la estación prestó servicios de pasajeros.
En abril de 2013, alcaldes de la comunidad solicitaron a Ferrocarriles del Sur la extensión del servicio del Regional Victoria-Temuco hasta la Estación Collipulli, incluyendo esta estación.
Actualmente la estación no presta ningún servicio, la estación, andenes y patio de maniobras se encuentran en relativo buen estado. El edificio de la estación es utilizado actualmente como una residencia privada.